# Paul Kelly (actor)

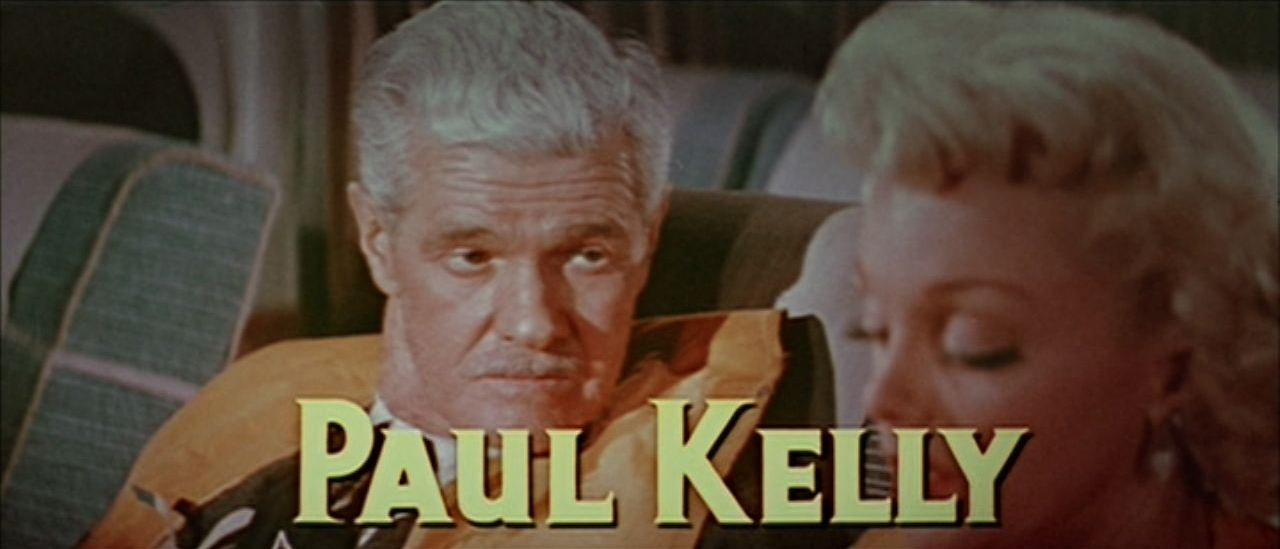
Paul Kelly en The High and the Mighty (1954)

Paul Kelly (9 de agosto de 1899 – 6 de noviembre de 1956) fue un actor teatral, cinematográfico y televisivo de nacionalidad estadounidense.

## Biografía

### Inicios

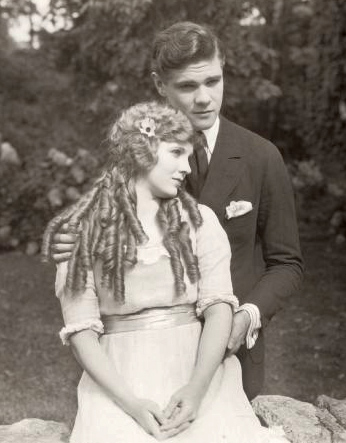
Con Mary Miles Minter en Anne of Green Gables (1919)

Nacido en el barrio de Brooklyn, en Nueva York, su nombre completo era Paul Michael Kelly. De origen irlandés, inició su carrera artística como actor infantil a los siete años de edad. Su padre tenía un bar, el Kelly's Kafe, en los estudios cinematográficos de Vitagraph con sede en Brooklyn, y que era frecuentado por técnicos y trabajadores de los estudio. Gracias a ello el pequeño Kelly consiguió pronto un trabajo de extra por cinco dólares diarios. Comenzó a actuar en numerosas películas mudas de Vitagraph en 1911, confirmándose junto a Kenneth Casey como uno de los principales actores infantiles de la productora. Ese mismo año se inició en el circuito de Broadway con la obra teatral The Confession.
Al contrario de lo sucedido con otros actores infantiles de la época, la carrera de Kelly no se interrumpió con el paso de la infancia a la adolescencia. Al contrario, como adolescente siguió actuando en populares cortometrajes (en 18 episodios del serial cinematográfico The Jarr Family, 1915), participando en Broadway en obras de prestigio como Little Women (1916-17), Seventeen (1918), y Penrod (1918), de Booth Tarkington, pieza en la que trabajó junto a la gran actriz estadounidense Helen Hayes. Su carrera incluso se intensificó en Broadway en los primeros años 1920.
Cuando Paul Kelly llegó a Hollywood en 1926, ya había rodado más de cincuenta películas para Vitagraph, y había participado en 13 producciones teatrales en Broadway. Su primer film en esta nueva etapa fue Slide, Kelly, Slide (1927), junto a William Haines, una comedia ambientada en el mundo del béisbol, actuando después en Special Delivery (1927), con Eddie Cantor y William Powell. De elevada estatura, atractivo y atlético, el actor de veintiséis años tenía suficiente experiencia para confirmarse como una estrella masculina de la pantalla, pero la nueva y prometedora fase de su carrera se vio bruscamente interrumpida por un trágico suceso.

### Hollywood y el caso Raymond
El 16 de abril de 1927 Kelly se vio involucrado en una violenta pelea con Ray Raymond, un cantante y bailarín que había participado en los Ziegfeld Follies en 1918 y 1919, y que también había actuado en Broadway en 1920 en la revista Blue Eyes. La mujer de Raymond, la bailarina de origen escocés Dorothy Mackaye, había iniciado una relación sentimental con Kelly, que fue la causa de un brutal altercado entre los dos hombres, y que tuvo lugar en el apartamento de Raymond. Dos días después de la pelea, Raymond falleció a causa de los golpes recibidos, por lo cual Kelly fue detenido y procesado.
El proceso fue seguido con vehemencia por la prensa especializada, y los testimonios contradictorios dados por el actor y por Mackaye acerca de su relación impresionaron desfavorablemente al jurado y a la opinión pública. El juicio terminó con la condena de Kelly a cumplir entre uno y diez años de prisión en Prisión Estatal de San Quentin, mientras que Mackaye fue considerada culpable de haber intentado ocultar los hechos relativos a la muerte de Raymond, por lo que hubo de cumplir una pena de un año de prisión, primero en la cárcel de Los Ángeles y después en la de San Quentin, antes de ser puesta en libertad por buena conducta.
Paul Kelly cumplió la condena con un comportamiento modélico. En esa época el mundo del cine vivía un cambio radical como consecuencia del paso del mudo al sonoro, y el actor se documentó constantemente sobre las innovaciones técnicas, tomando lecciones de dicción, sin perder nunca de vista la posibilidad de reiniciar algún día su carrera artística. Tras dos años y un mes en prisión, se le concedió la libertad provisional por buena conducta, y Kelly volvió pronto a subir al escenario. En febrero de 1930 actuó en Broadway en la comedia musical Nine-Fifteen Revue, y durante un par de años trabajó en dramas como Bad Girl, Hobo y Adam Had Two Sons.

### Retorno a la pantalla
La vuelta al cine llegó en 1932 con The Girl From Calgary, film que marcó el inicio de una segunda carrera en la gran pantalla. Al año siguiente el productor Darryl Zanuck le ofreció actuar en Broadway Thru a Keyhole, cinta interpretada junto a Constance Cummings y basada en una historia de Walter Winchell, y que tuvo un enorme éxito, relanzando definitivamente la imagen del actor. Durante todos los años 1930 y 1940 Kelly actuó en una larga serie de comedias musicales y melodramas, distinguiéndose como un actor incisivo y convincente, adaptado a todos los géneros cinematográficos. Entre otros filmes, actuó en dos notables películas de gánsteres, Invisible Stripes (1939), basada en las memorias del director carcelario Lewis E. Lawes y, sobre todo, Los violentos años veinte (1939), producida por Warner Brothers y considerada una de las mejores películas de gánsteres de todos los tiempos.
El actor trabajó para casi todas las importantes productoras cinematográficas, como MGM con la comedia Ziegfeld Girl (1941), así como para productoras menores como Republic Pictures y Monogram Pictures, interpretando numerosas cintas de carácter comercial. También rodó westerns como The Howards of Virginia (1940) y San Antonio (1945), actuando en dos ocasiones como un piloto, primero en la cinta de aventuras Tarzan's New York Adventure (1942) y después en el drama bélico Flying Tigers (1942), y como oficial de marina en The Story of Dr. Wassell (1944). 
Incluso tras la finalización de la Segunda Guerra Mundial fue un actor activo en la gran pantalla, frecuentando con éxito el cine negro. Teniente de policía en Torchy Blaine in Panama (1938), Kelly encarnó con frecuencia a agentes de la ley, como en Fear in the Night (1947) y Side Street (1950). Entre sus actuaciones más convincentes figura su papel  junto a Gloria Grahame en Crossfire (1947), film producido por RKO Pictures.

### Teatro y últimos años
En la segunda mitad de los años 1940 tuvo un triunfal retorno a Broadway con Command Decision, que le valió en 1948 la nominación al Premio Tony al mejor actor, el premio de la crítica de la revista Variety y el premio Donaldson. Dos años más adelante volvió a tener un éxito con el papel de Frank Elgin en el drama Country Girl, de Clifford Odets, producido por Lee Strasberg. Sin embargo, Kelly no pudo interpretar esos papeles en las adaptaciones cinematográficas de las obras, siendo confiados los mismos a los actores Clark Gable y Bing Crosby, respectivamente. 
Prematuramente cano, en su último decenio de carrera Kelly hizo todavía buenas interpretaciones como actor de carácter, encarnando habitualmente a personajes duros, como en los western Springfield Rifle (1952) y Gunsmoke (1953), y en los dramas Split Second (1953) y The High and the Mighty (1954). Irónicamente, el actor tuvo la oportunidad de interpretar a Clinton Truman Duffy, director de la cárcel de San Quintín, en la cual había estado cumpliendo veinticinco meses de prisión, en el film Duffy of San Quentin, rodado en 1954.

### Vida privada
Tras cumplir sus penas en prisión, Paul Kelly y Dorothy Mackaye se casaron en 1931. Ella tuvo un cierto éxito como escritora con la pieza Women in Prison, basada en su experiencia en la cárcel, y que se adaptó al cine en 1933 con el título Ladies They Talk About, film interpretado por Barbara Stanwyck. El matrimonio con Kelly terminó de forma trágica el 5 de enero de 1940: mientras regresaba a "Kelly-Mac Ranch'", la villa que la pareja poseía en San Fernando Valley, Dorothy Mackaye perdió el control del automóvil que conducía, muriendo en el acto. Tenía treinta y siete años de edad.
Paul Kelly se casó al siguiente año con Claire Owen, con la cual permaneció unido hasta el momento de su muerte, ocurrida a causa de un infarto agudo de miocardio el 6 de  noviembre de 1956 en Beverly Hills, California. Tenía cincuenta y siete años. Fue enterrado en el Cementerio de Holy Cross, en Culver City.

## Premio
- Salón de la Fama del Joven Hollywood (1908-1919)

## Teatro (Broadway)
- 1911 : The Confession, de James Halleck Reid
- 1916 : Little Women, adaptación de Marian De Forest de la novela de Louisa May Alcott
- 1918 : Seventeen, adaptación de Hugh Stanislaus Stange y Stannars Mears de la novela de Booth Tarkington, con Ruth Gordon
- 1918 : Penrod, de Edward E. Rose
- 1921 : Honors are Even, de Roi Cooper Megrue
- 1922 : Up the Ladder, de Owen Davis, escenografía de Lumsden Hare, con Doris Kenyon
- 1922-1923 : Whispering Wires, de Kate McLaurin
- 1923-1924 : Chains, de Jules Eckert Goodman, con Katharine Alexander y Gilbert Emery
- 1924 : The Lady Killer, de Aliced Mandel y Frank Mandel, con James Gleason
- 1924 : Nerves, de John Farrar y Stephen Vincent Benét, con Walter Baldwin, Humphrey Bogart y Mary Philips
- 1925 : Houses of Sand, de G. Marion Burton, con Charles Bickford
- 1925 : The Sea Woman, de Willard Robertson, con Charles Halton y Blanche Yurka
- 1926 : Find Daddy, de Tadema Bussiere, con Enid Markey
- 1930 : Nine-Fifteen Revue, de Busby Berkeley y Leon Leonidoff
- 1930 : Bad Girl, de Brian Marlow y Viña Delmar, con Sylvia Sidney
- 1931 : Hobo, de Frank S. Merlin, con Victor Kilian
- 1931 : Just ot remind you, de Owen Davis, con Jerome Cowan y Frank McDonald
- 1932 : Adam had Two Sons, de John McDermott
- 1932 : The Great Magoo, de Ben Hecht y Gene Fowler, escenografía de George Abbott, con Percy Kilbride, Victor Kilian y Millard Mitchell
- 1945 : Beggars are coming to Town, de Theodore Reeves, con Luther Adler, Arthur Hunnicutt, E. G. Marshall y Harold Young
- 1947 : Command Decision, de William Wister Haines, con Stephen Elliott y James Whitmore
- 1950-1951 : The Country Girl, de Clifford Odets, con Uta Hagen

## Filmografía

### Cine
- Jimmie's Job (1911)
- How Millie Became an Actress (1911)
- Daddy's Boy and Mammy (1911)
- Captain Barnacle, Diplomat, de Van Dyke Brooke (1911)
- Burnt Cork (1912)
- A Juvenile Love Affair, de Charles Kent (1912)
- Captain Barnacle's Waif, de Van Dyke Brooke (1912)
- An Expensive Shine (1912)
- Billy's Pipe Dream (1912)
- Billy's Burglar, de Van Dyke Brooke (1912)
- The Mouse and the Lion, de Van Dyke Brooke (1913)
- Dick, the Dead Shot, de Van Dyke Brooke (1913)
- Counsellor Bobby, de Laurence Trimble (1913)
- Cutey Tries Reporting, de Bert Angeles (1913)
- The Lion's Bride, de Frederick A. Thomson (1913)
- Roughing the Cub, de Bert Angeles (1913)
- The Fortune Hunters of Hicksville, de Robert Thornby (1913)
- Father and Son: or, The Curse of the Golden Land, de Frederick A. Thomson (1913)
- The Feudists, de Wilfrid North (1913)
- When Glasses Are Not Glasses, de Van Dyke Brooke (1913)
- The Price of Thoughtlessness, de Ned Finley (1913)
- Heartease, de L. Rogers Lytton y James Young (1913)
- A Good Little Devil, de Edwin S. Porter y J. Searle Dawley (1914)
- The Spirit and the Clay, de Harry Lambart (1914)
- Buddy's First Call, de Tefft Johnson (1914)
- The Gang, de Ned Finley (1914)
- Lillian's Dilemma, de Wilfrid North (1914)
- Buddy's Downfall, de Tefft Johnson (1914)
- The Locked House, de George D. Baker (1914)
- Polishing Up, de George D. Baker (1914)
- A Horseshoe for Luck, de Sidney Drew (1914)
- Kill or Cure, de Harry Lambart (1914)
- The Jarr Family Discovers Harlem, de Harry Davenport (1915)
- Mr. Jarr Brings Home a Turkey, de Harry Davenport (1915)
- Mr. Jarr and the Lady Reformer, de Harry Davenport (1915)
- Mr. Jarr Takes a Night Off, de Harry Davenport (1915)
- Mr. Jarr's Magnetic Friend, de Harry Davenport (1915)
- The Closing of the Circuit, de Harry Davenport (1915)
- The Jarrs Visit Arcadia, de Harry Davenport (1915)
- Mr. Jarr and the Dachshund, de Harry Davenport (1915)
- Mr. Jarr Visits His Home Town, de Harry Davenport (1915)
- The Esterbrook Case (1915)
- Mrs. Jarr's Auction Bridge, de Harry Davenport (1915)
- Mrs. Jarr and the Beauty Treatment, de Harry Davenport (1915)
- Mr. Jarr and the Ladies' Cup, de Harry Davenport (1915)
- Mr. Jarr and Love's Young Dream, de Harry Davenport (1915)
- Mr. Jarr and the Captive Maiden, de Harry Davenport (1915)
- Mr. Jarr and Gertrude's Beaux, de Harry Davenport (1915)
- Mr. Jarr's Big Vacation, de Harry Davenport (1915)
- Mr. Jarr and Circumstantial Evidence, de Harry Davenport (1915)
- Mr. Jarr and the Visiting Firemen, de Harry Davenport (1915)
- Mrs. Jarr and the Society Circus, de Harry Davenport (1915)
- The Shabbies, de Wilfrid North (1915)
- A Family Picnic, de Edmond F. Stratton (1915)
- Myrtle the Manicurist, de Harry Davenport (1916)
- The Doctor of the Afternoon Arm, de Robert F. Hill (1916)
- Claudia, de Robert F. Hill (1916)
- The Star Spangled Banner, de Edward H. Griffith (1917)
- Knights of the Square Table, de Alan Crosland (1917)
- Fit to Win, de Edward H. Griffith y Lewis Milestone (1919)
- Anne of Green Gables, de William Desmond Taylor (1919)
- Uncle Sam of Freedom Ridge, de George Beranger (1920)
- The Great Adventure, de Kenneth S. Webb (1921)
- The Old Oaken Bucket, de May Tully (1921)
- The New Klondike, de Lewis Milestone (1926)
- Slide, Kelly, Slide, de Edward Sedgwick (1927)
- Special Delivery, de Roscoe Arbuckle (1927)
- The Poor Nut, de Richard Wallace (1927)
- The Girl From Calgary, de Phil Whitman (1932)
- Broadway Through a Keyhole, de Lowell Sherman (1933)
- School for Girls, de William Nigh (1934)
- The Love Captive, de Max Marcin (1934)
- Blind Date, de Roy William Neill (1934)
- Side Street, de Alfred E. Green (1934)
- Death on the Diamond, de Edward Sedgwick (1934)
- The President Vanishes, de William A. Wellman (1934)
- When a Man's a Man, de Edward F. Cline (1935)
- Star of Midnight, de Stephen Roberts (1935)
- Public Hero N. 1, de J. Walter Ruben (1935)
- Speed Devils, de Joseph Henabery (1935)
- Silk Hat Kid, de H. Bruce Humberstone (1935)
- It's a Great Life, de Edward F. Cline (1935)
- My Marriage, de George Archainbaud (1936)
- Here Comes Trouble, de Lewis Seiler (1936)
- Song and Dance Man, de Allan Dwan (1936)
- The Country Beyond, de Eugene Forde (1936)
- Women Are Trouble, de Errol Taggart (1936)
- Murder With Pictures, de Charles Barton (1936)
- The Accusing Finger, de James Hogan (1936)
- Join the Marines, de Ralph Staub (1937)
- Parole Racket, de Charles C. Coleman (1937)
- It Happened Out West, de Howard Bretherton (1937)
- The Frame-Up, de D. Ross Lederman (1937)
- Fit for a King, de Edward Sedgwick (1937)
- Navy Blue and Gold, de Sam Wood (1937)
- Island in the Sky, de Herbert I. Leeds (1938)
- Torchy Blane in Panama, de William Clemens (1938)
- The Nurse from Brooklyn, de S. Sylvan Simon (1938)
- The Devil's Party, de Ray McCarey (1938)
- The Missing Guest, de John Rawlins (1938)
- Juvenile Court, de D. Ross Lederman (1938)
- Adventure in Sahara, de D. Ross Lederman (1938)
- Within the Law, de Gustav Machaty (1939)
- The Flying Irishman, de Leigh Jason (1939)
- Forged Passport, de John H. Auer (1939)
- 6,000 Enemies, de George B. Seitz (1939)
- Los violentos años veinte, de Raoul Walsh (1939)
- Invisible Stripes, de Lloyd Bacon (1939)
- Queen of the Mob, de James P. Hogan (1940)
- Wyoming, de Richard Thorpe (1940)
- The Howards of Virginia, de Frank Lloyd (1940)
- Girls Under 21, de Max Nosseck (1940)
- Flight Command, de Frank Borzage (1940)
- Ziegfeld Girl, de Robert Z. Leonard y Busby Berkeley (1941)
- I'll Wait for You, de Robert B. Sinclair (1941)
- Parachute Battalion, de Leslie Goodwins (1941)
- Mystery Ship, de Lew Landers (1941)
- Mr. and Mrs. North, de Robert B. Sinclair (1942)
- Call Out the Marines, de William Hamilton y Frank Ryan (1942)
- Not a Ladies' Man, de Lew Landers (1942)
- Tarzan's New York Adventure, de Richard Thorpe (1942)
- Tough As They Come, de William Nigh (1942)
- The Secret Code, de Spencer Gordon Bennett (1942)
- Flying Tigers, de David Miller (1942)
- Man From Music Mountain, de Joseph Kane (1943)
- The Story of Dr. Wassell, de Cecil B. DeMille (1944)
- Dead Man's Eyes, de Reginald Le Borg (1944)
- Faces in the Fog, de John English (1944)
- Grissly's Millions, de John English (1945)
- China's Little Devils, de Monta Bell (1945)
- Allotment Wives, de William Nigh (1945)
- San Antonio, de David Butler, Robert Florey y Raoul Walsh (1945)
- The Glass Alibi, de W. Lee Wilder (1946)
- The Cat Creeps, de Erle C. Kenton (1946)
- Deadline for Murder, de James Tinling (1946)
- Strange Journey, de James Tinling (1946)
- Fear in the Night, de Maxwell Shane (1947)
- Spoilers of the North, de Richard Sale (1947)
- Crossfire, de Edward Dmytryk (1947)
- Adventure Island, de Sam Newfield (1947)
- The File on Thelma Jordon, de Robert Siodmak (1950)
- Guilty of Treason, de Felix E. Feist (1950)
- The Secret Fury, de Mel Ferrer (1950)
- Side Street, de Anthony Mann (1950)
- Frenchie, de Louis King (1950)
- The Painted Hills, de Harold F. Kress (1951)
- Springfield Rifle, de André De Toth (1952)
- Gunsmoke, de Nathan Juran (1953)
- Split Second, de Dick Powell (1953)
- Duffy of San Quentin, de Walter Doniger (1954)
- The High and the Mighty, de William A. Wellman (1954)
- Johnny Dark, de George Sherman (1954)
- The Steel Cage, de Walter Doniger (1954)
- Atomic Energy as a Force for Good, de Robert Stevenson (1955)
- The Square Jungle, de Jerry Hopper (1955)
- Storm Center, de Daniel Taradash (1956)
- Curfew Breakers, de Alexander J. Wells (1957)
- Bailout at 43,000, de Francis D. Lyon (1957)

### Televisión
- The Married Look, de Franklin J. Schaffner (1950) - episodio de The Ford Theatre Hour
- Melville Goodwin, U.S.A. (1952) - episodio de Pulitzer Prize Playhouse
- Street Scene, de Alex Segal (1952) - episodio de Celanese Theatre
- Precint (1952) - episodio de Robert Montgomery Presents
- The Black Mate, de Roy Kellino (1954) - episodio de Schlitz Playhouse
- Friendly Case of Scandal, de Charles F. Haas (1954) - episodio de The Whistler
- His Father's Keeper, de Frank Wisbar (1954) - episodio de Fireside Theatre
- Underground, de Charles Bennett (1955) - episodio de Schlitz Playhouse
- Marked for Death, de Frank Wisbar (1955) - episodio de Fireside Theatre
- How to Raise a Boy, de Lewis R. Foster (1955) - episodio de Cavalcade of America
- Jury of One, de Christian Nyby (1955) - episodio de Schlitz Playhouse
- Shadow of God, de Leslie H. Martinson (1955) - episodio de Crossroads
- Two-Fisted Saint, de Ralph Murphy (1956) - episodio de Crossroads
- Instant of Truth, de Ralph Nelson (1956) - episodio de Front Row Center